# Scotomanes ornatus
Scotomanes ornatus é uma espécie de morcego da família Vespertilionidae. Pode ser encontrada na China, Índia, Laos, Myanmar, Nepal, Tailândia e Vietname.